# Brioche
La brioche est une pâtisserie, à pâte levée et assez aérée, contenant du beurre (400 grammes minimum par kilogramme de farine) et des œufs.

## Origine
La pâte à brioche remonte au Moyen Âge, où l’on aurait fabriqué des pâtisseries ressemblant aux brioches actuelles. Elle est à base de farine, levure, beurre, lait et œufs.

## Étymologie
L’étymologie du terme « brioche » est longtemps restée controversée.
Parmi les hypothèses fantaisistes qui étaient avancées :
- brioche dérivait des mots « bris » et « hocher » (remuer) ;
- brioche venait des Briochins, habitants de Saint-Brieuc ;
- la conjecture la plus pittoresque est celle avancée par Alexandre Dumas, pour qui le mot « brioche » venait de brie car, selon lui, la pâte aurait initialement été à base de fromage de brie[3].

Aujourd’hui, on estime que le terme « brioche » dérive du verbe « brier », forme ancienne de « broyer » en normand, alors employé au sens de « pétrir la pâte avec un rouleau en bois », et qui se retrouve d’ailleurs dans « pain brié », spécialité normande. Le suffixe -oche s’est greffé au verbe « brier » pour désigner le produit de la confection. C’est également l’origine que lui assigne Cotgrave dans son Dictionarie of the French and English Tongues de 1611 : A rowle, or bunne, of spiced bread : ¶Norm..

## Histoire
La France est généralement considérée comme le berceau de la brioche, et plus particulièrement la Normandie, région productrice de beurre, ingrédient clé dans cette viennoiserie. « Réservée aux grandes occasions et aux classes supérieures », elle se démocratise au début des années 1970 « grâce à l’industrialisation des techniques boulangères. Le beurre devient plus abordable et la brioche fait son entrée dans les supermarchés, s’imposant comme un aliment de base du petit-déjeuner français ».
Parmi les villes autrefois très renommées pour la qualité de leurs brioches, se trouvent Gisors et Gournay[réf. souhaitée], probablement en raison de l’excellence du beurre dans cette région.
« Qu'ils mangent de la brioche ! » est une citation apocryphe de la reine Marie-Antoinette, censée décrire la méconnaissance ou le mépris envers les souffrances des pauvres de la part d’une personne riche. Il s’agit vraisemblablement d’un mythe, qu’on trouve déjà mentionné pour la première fois dans Les Confessions de Jean-Jacques Rousseau, publiées en 1782, soit plusieurs années avant : « Enfin, je me rappelai le pis-aller d’une grande princesse à qui l’on disait que les paysans n’avaient pas de pain, et qui répondit : “Qu’ils mangent de la brioche.” J’achetai de la brioche. » (Livre sixième : 1765).

## Types de brioches

### Brioche de Nanterre
La brioche de Nanterre est une brioche « classique » de forme rectangulaire, sans tête et surmontée de pelotes. Le pâton est divisé en huit parts égales, alignées en deux rangs, serrées au fond du moule beurré. Ces boules, dorées à l’œuf, se souderont en levant et durant la cuisson au four,.
Selon Robert Cornaille, président de la société d’histoire de Nanterre, « la brioche pourrait tirer son origine dès l’an 451. L’archidiacre d’Auxerre apporta des eulogies — des petits pains bénits — à Geneviève. Fut alors prise la coutume de distribuer aux chanoines de l’abbaye de Sainte-Geneviève à Nanterre des petits gâteaux avec l’empreinte de l’image de la sainte ». Dans les Rêveries d’un promeneur solitaire (1776-1778), Jean-Jacques Rousseau cite le marchand de gâteaux de Nanterre, en passant dans le village de Clignancourt.
Florissant sous l'Ancien Régime, le commerce des « marchandes de petits gâteaux de Nanterre » le reste jusqu'au milieu du XIXe siècle. Pains, madeleines et brioches déclinent ensuite progressivement dans les décennies qui suivent, jusqu'à presque disparaître après la Première Guerre mondiale.

### Brioche tressée de Metz
La brioche tressée de Metz était très présente sur les tables lorraines, lors des repas de fêtes. Elle est le fruit du nattage de trois boudins de pâte à brioche, et est servie saupoudrée de gros sucre.

### Brioche parisienne

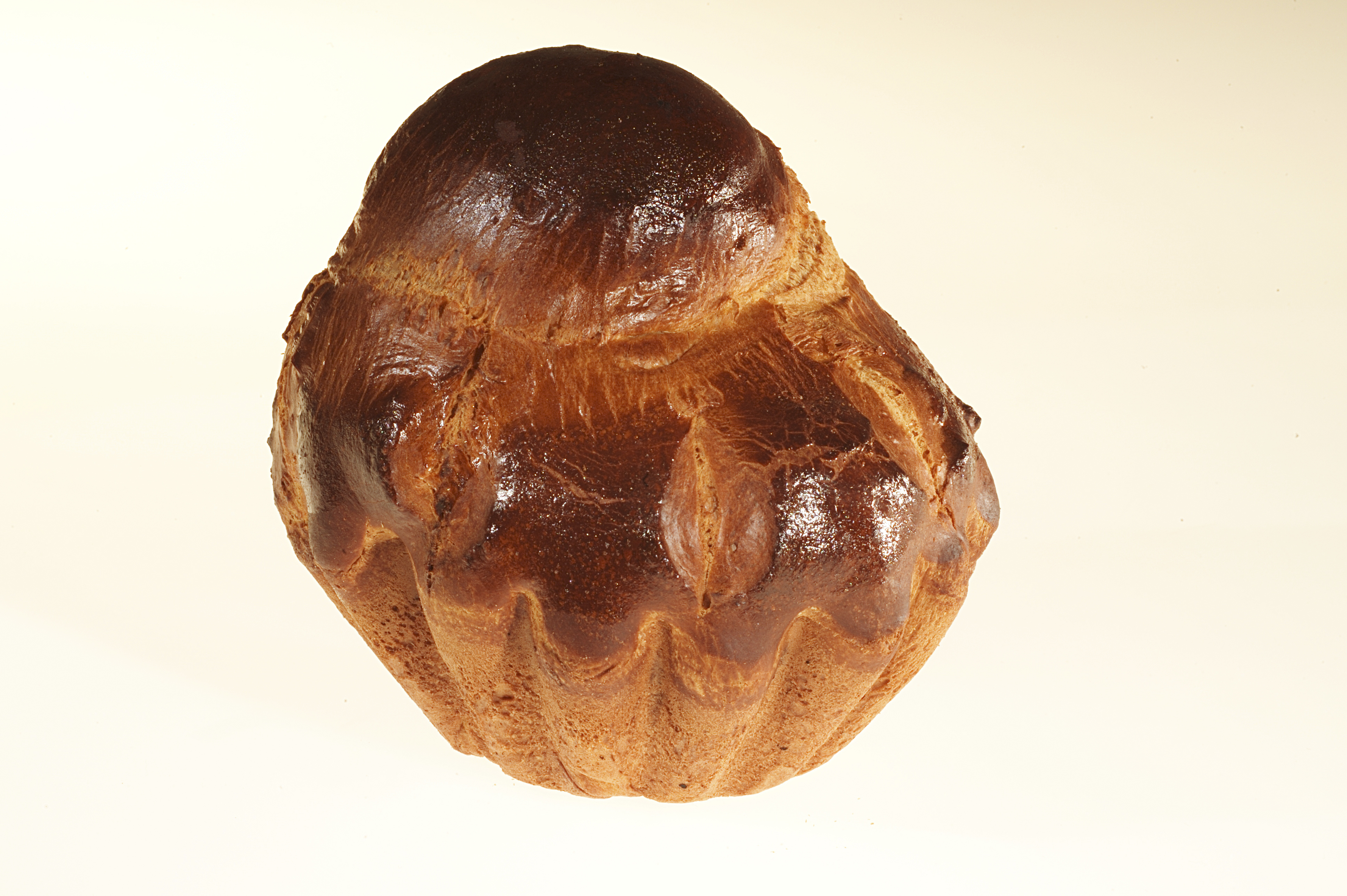
La brioche parisienne, appelée aussi brioche à tête.

La brioche parisienne, est une brioche « classique » constituée de deux boules superposées, la grosse boule cannelée supportant la petite. Elle est fabriquée avec les ingrédients suivants : beurre, œufs, lait (ou eau), farine, sucre, sel, levure. La pâte est  longuement malaxée, puis, on la laisse reposer de 30 à 40 min à température ambiante, la pâte doit doubler de volume. On la badigeonne à l’œuf pour que la pâte dore pendant la cuisson. Elle se vend en individuel ou grosse. 
La brioche apparaît à Paris au cours du XVIIe siècle, la première mention date de 1742.

### Brioche au sucre

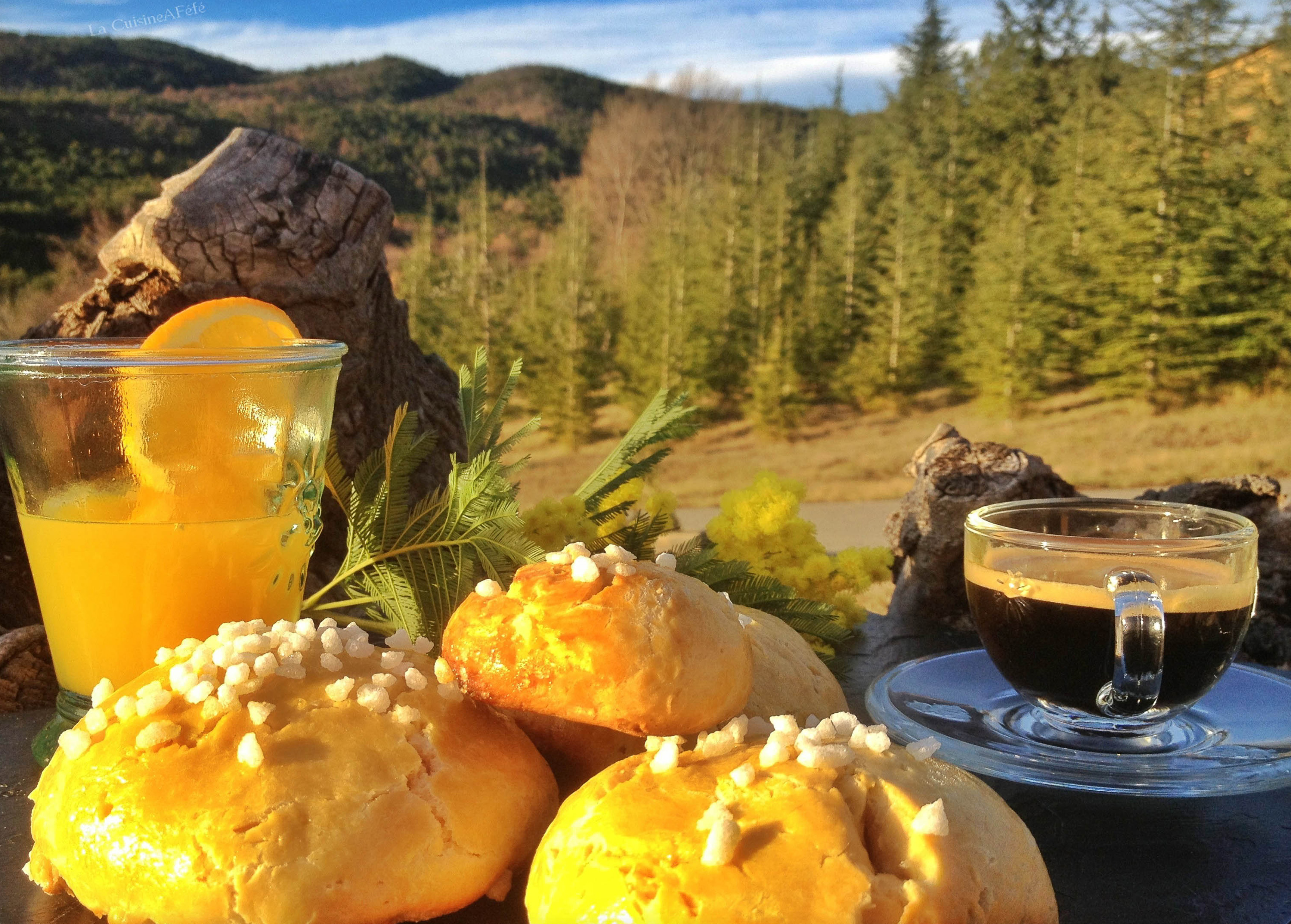
Brioches au sucre de Provence

### Brioche vendéenne
Au Moyen Âge, chaque famille vendéenne fabriquait sa « gâche » (brioche à mie serrée, également appelée « galette pacaude », « pain de Pâques », « alize vendéenne ») pour Pâques[réf. souhaitée].
Au XIXe siècle, les artisans-boulangers en modifièrent la recette et la présentation en la tressant. C’est l’apparition de la brioche tressée, à base de farine, œufs et beurre parfumée à la fleur d'oranger ou à l’eau-de-vie, avec ou sans crème fraîche.
D’énormes brioches sont préparées pour la traditionnelle « danse de la brioche », lors des repas de noces vendéens.
Le label « Brioche vendéenne » est créé en 1949, lorsque l'Association des Vendéens de Paris et d'Île-de-France organise une vente caritative de produits vendéens au profit des prisonniers de guerre. On crée alors le label pour éviter toute confusion avec la brioche parisienne.

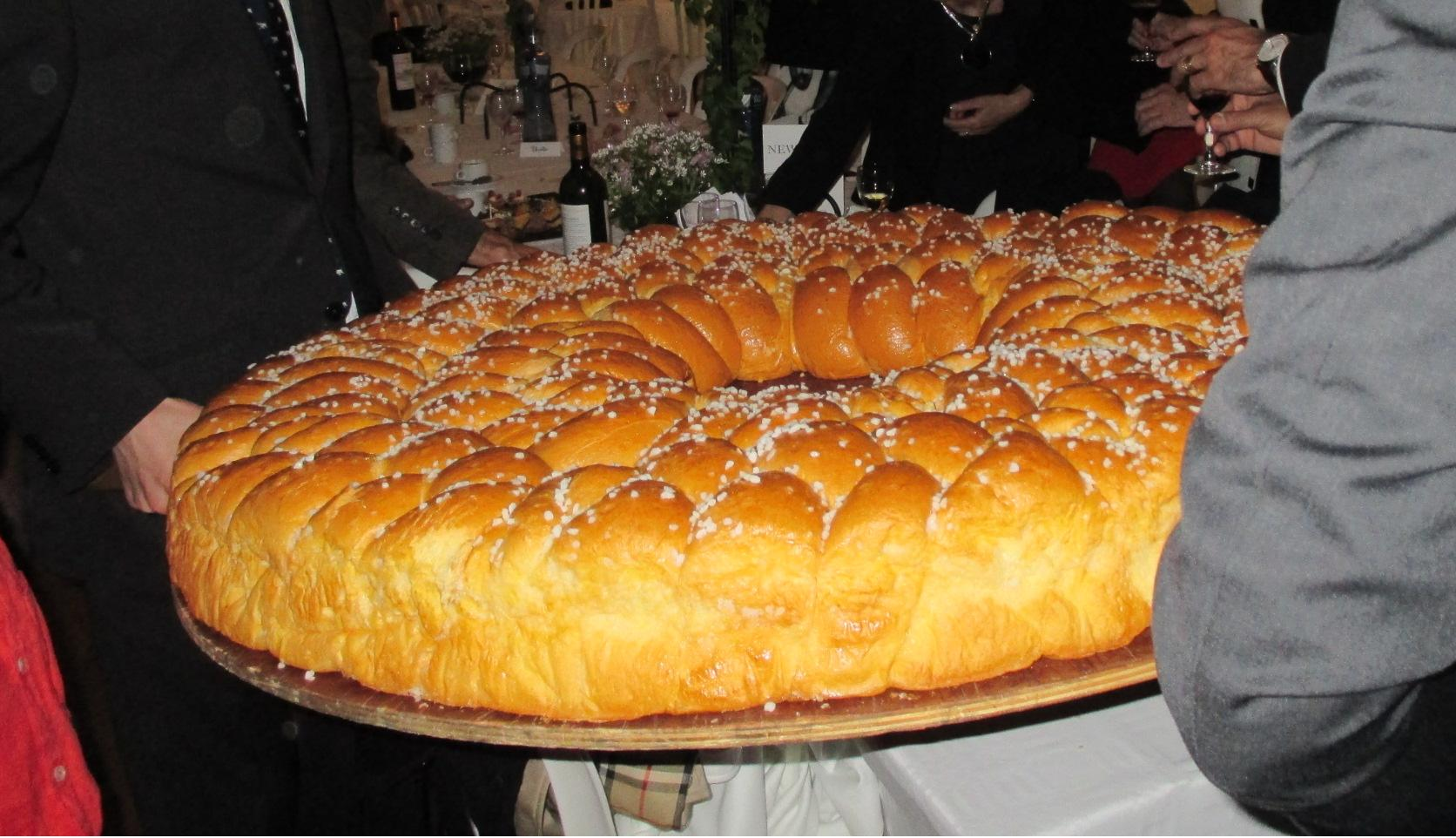
Brioche de 15 kg posée sur une civière pour célébrer la danse de la brioche. Une jeune mariée parade sur la civière après avoir découpé le cœur de la brioche

### Chinois
Le chinois, ou gâteau chinois, est une brioche fourrée de crème pâtissière.

### Cramique
Pain brioche traditionnel de Belgique, avec des raisins de Corinthe.

### Craquelin
Pain brioche traditionnel de Belgique, avec du sucre perlé.

### Cougnou

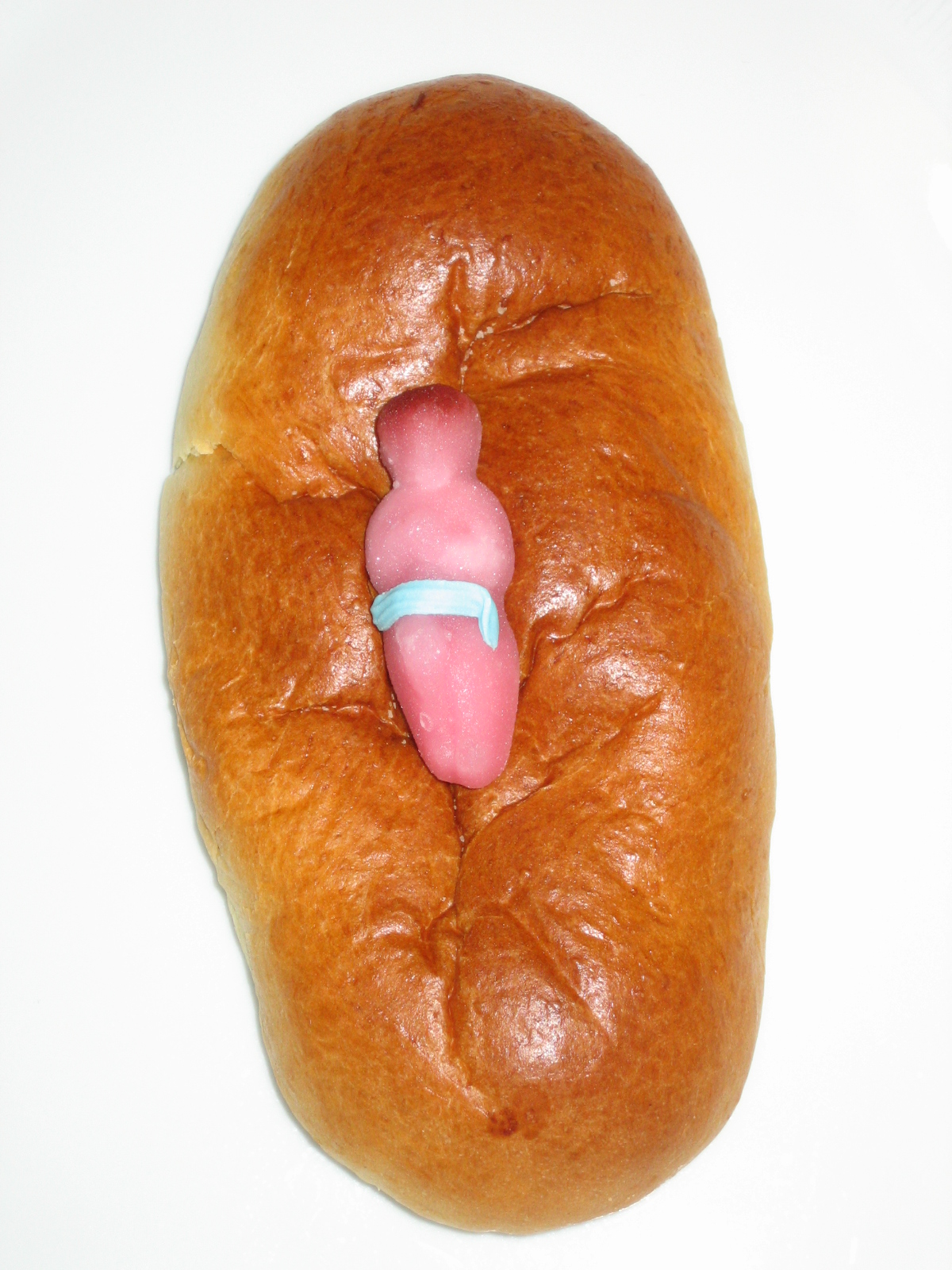
Cougnou.

Le cougnou, également appelé selon les endroits cougnolle, coquille, couque flamande, couque de Jésus ou encore pain de Jésus, est une brioche traditionnelle de la Belgique et du nord de la France. On la trouve parfois dans les grandes surfaces tout au long de l'année, sous forme industrielle, mais elle est surtout consommée en décembre durant la période de la Saint-Nicolas et de Noël, et achetée alors chez les boulangers. Sa forme rappelle celle de l’enfant Jésus emmailloté et couché.

### Fallue
La fallue est une autre sorte de brioche normande. Elle est enrichie de crème fraîche qui remplace une partie du beurre. Elle se mange avec de la teurgoule à la cannelle et un verre de cidre.

### Gâche
La gâche est une brioche, à l'origine qui a mal levée et que l'on dit gâchée, d'où son nom, mais certaines région en ont fait une tradition, comme en Normandie et en Vendée, où elle prend une forme de pain.

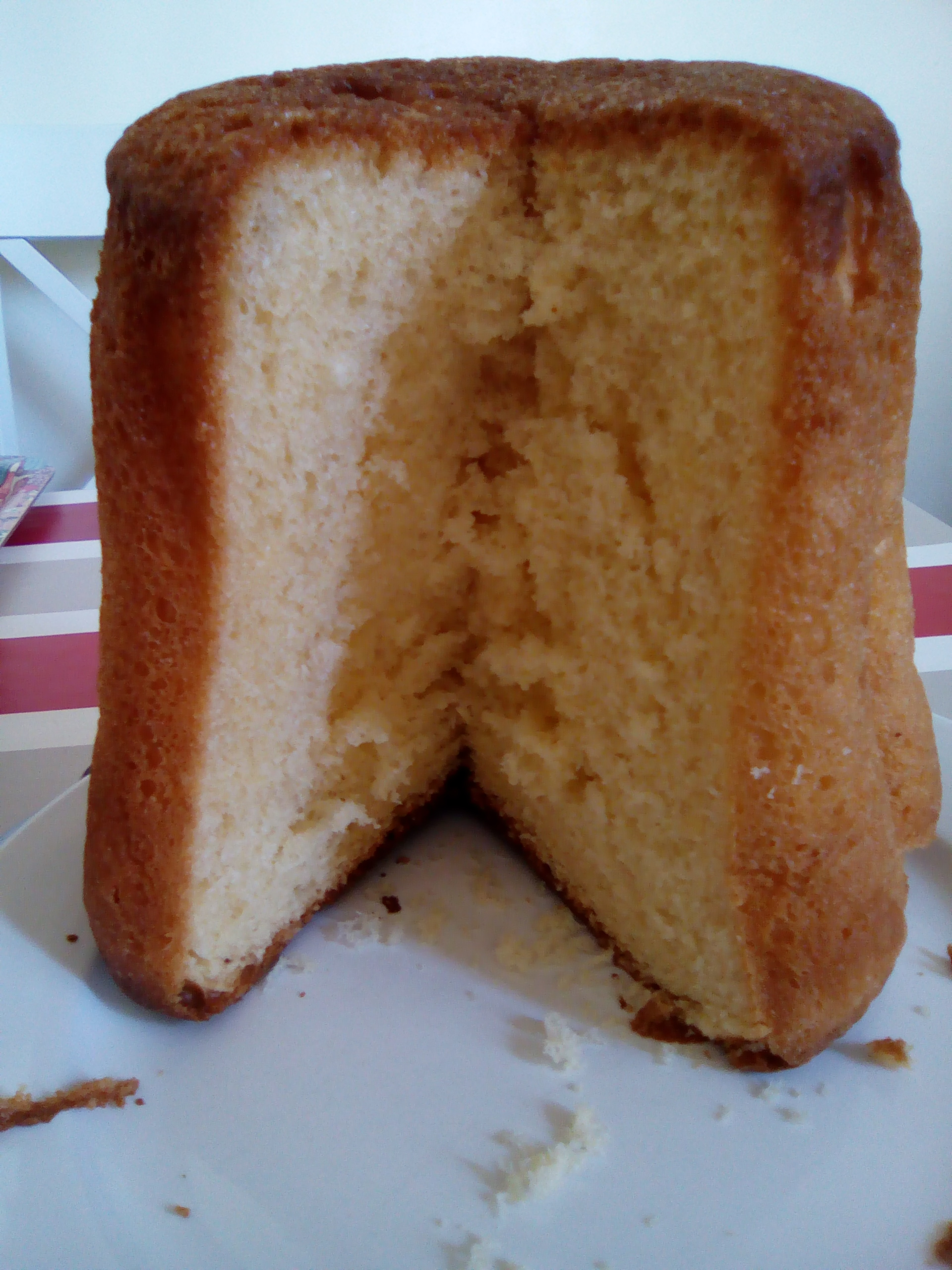
Gâteau battu

### Gâteau battu
Le gâteau battu, spécialité picarde, est une brioche riche en jaunes d'œufs et en beurre.

### Gâteau de Saint-Genix
Le gâteau de Saint-Genix est une brioche ronde garnie de pralines, originaire de Saint-Genix-sur-Guiers (Savoie).

### Gochtial
Le gochtial est un petit pain brioché, une spécialité bretonne parmi les plus célèbres de la presqu'île de Rhuys.

### Koulitch
Le koulitch ou brioche russe est un gâteau traditionnel de Pâques dans des pays de religion orthodoxe où prédominent les liens religieux ou culturels avec l'ancien Empire byzantin (mais aussi inclus dans un livre de recettes de l'Union soviétique) et ainsi consommé en Russie, Biélorussie, Bulgarie, Roumanie, Géorgie, Serbie, Ukraine et Lettonie et ainsi par leurs diasporas. De structure dense, il est parfumé au rhum et au safran, contient des fruits confits, des amandes et est surmonté d'un glaçage. Comme la paskha avec laquelle il se consomme traditionnellement, il est souvent décoré des lettres XB, pour Христосъ Воскресе (Khristós voskrés), signifiant : « Le Christ est ressuscité ! »

### Panettone

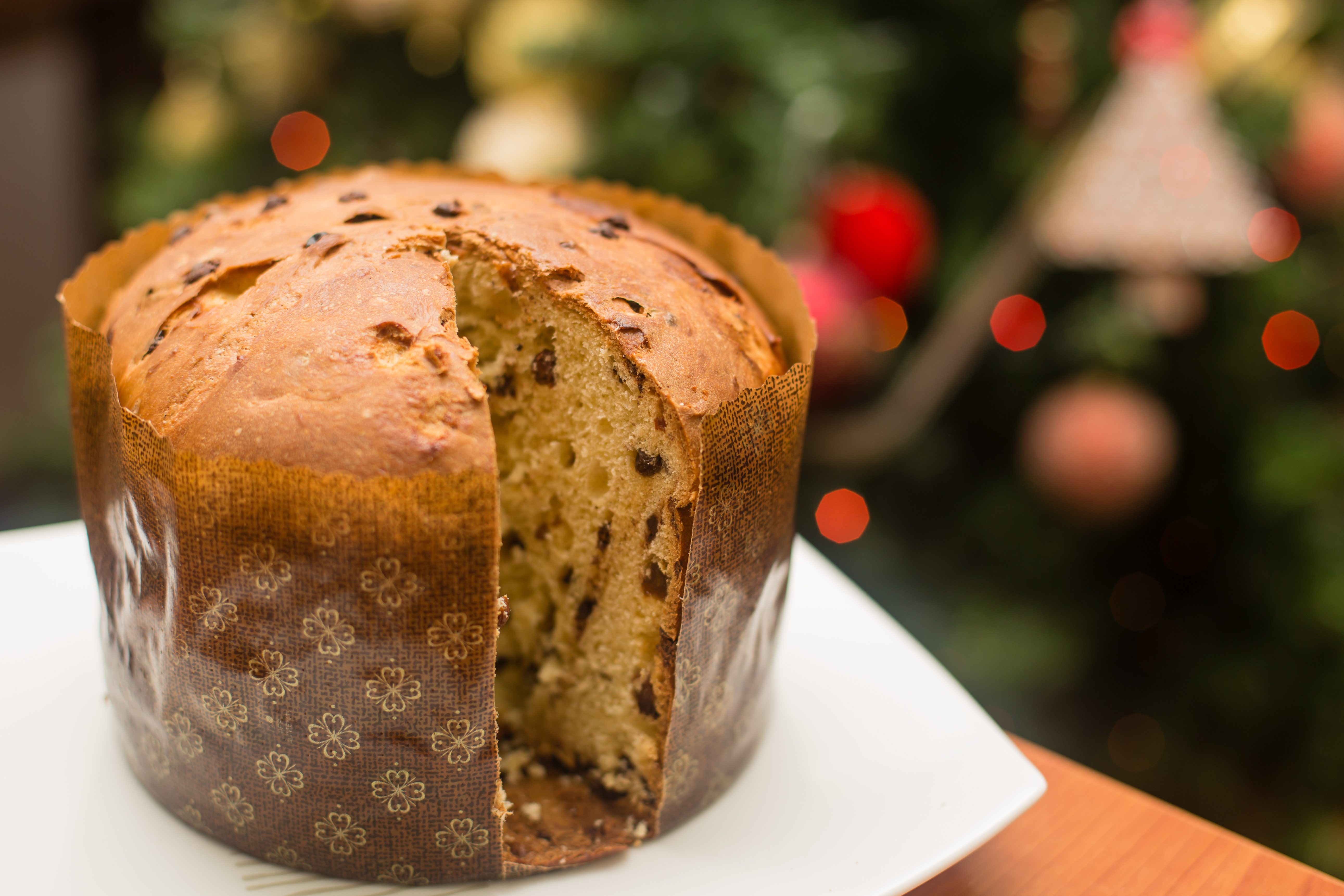
Panettone.

Le panettone est un gros pain brioché traditionnel en Italie. Il est fourré de raisins secs, d'écorces et de fruits confits.

### Pogne
La pogne est une brioche traditionnelle du Dauphiné et, plus particulièrement, de la ville de Romans-sur-Isère, parfumée à la fleur d'oranger.

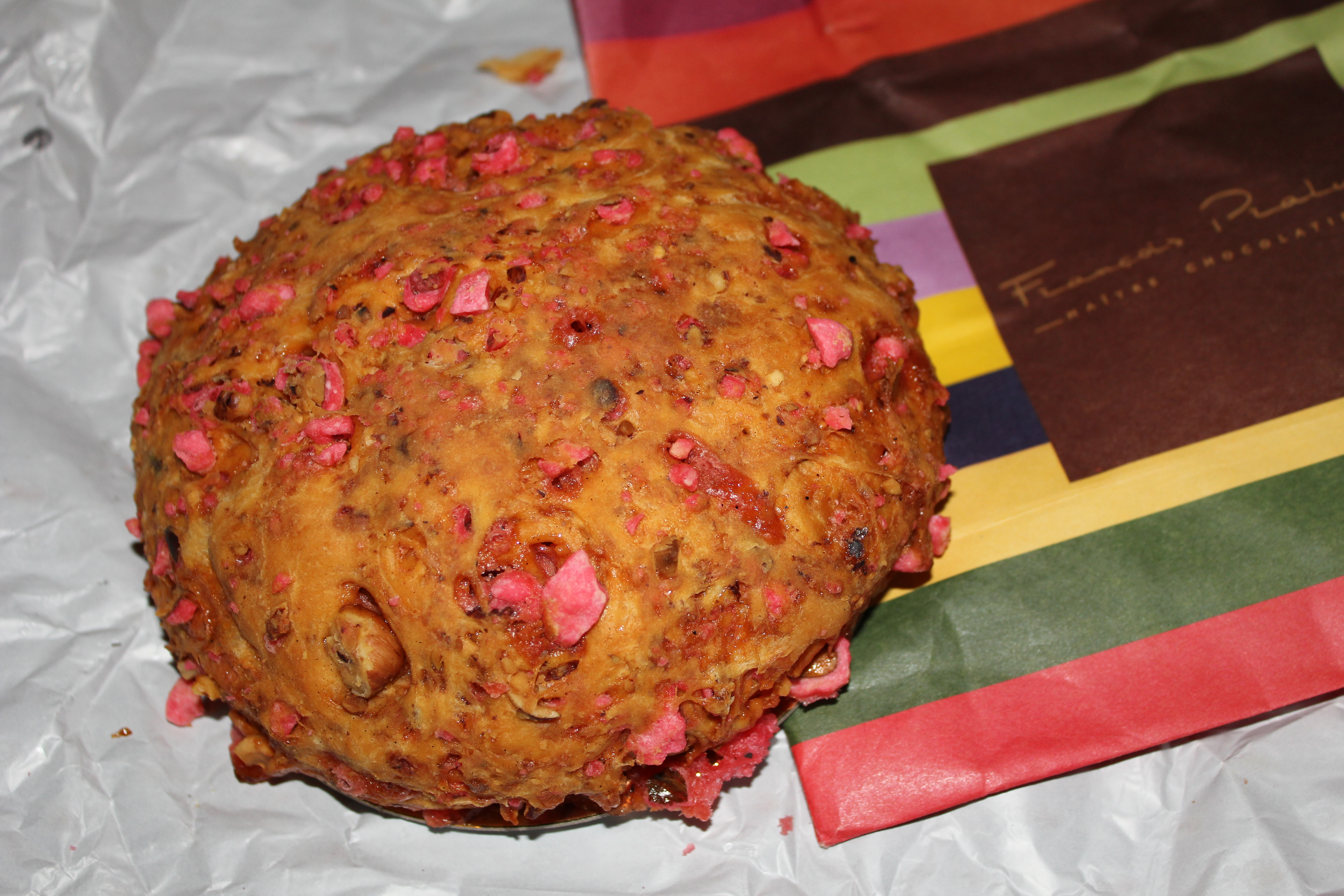
Praluline.

### Praluline
La Praluline est une brioche pur beurre aux pralines roses à base d'amandes de Valence et de noisettes du Piémont, originaire de Roanne. Elle fut créée 
par Auguste Pralus en 1955.

### Quénieu

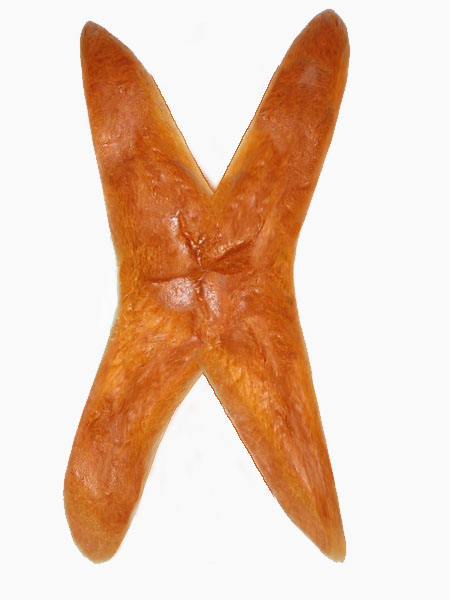
Quénieu champenois.

Le quénieu est une brioche de Champagne consommé à Noël.

### Tarte tropézienne
La tarte tropézienne est une brioche parfumée à l'eau de fleur d'oranger, fourrée d'une crème au beurre et d'une crème pâtissière, créée par un boulanger polonais, Alexandre Micka, d’après une recette de son pays.

### Thewekele
Le thewekele, spécialité alsacienne, est une brioche allongée.

## Locutions
- « Brioche » signifie, figurément et familièrement gaucherie, bévue : « quelle brioche ! », « faire des brioches » ; Dictionnaire de L’Académie française, 8e édition, 1932-1935.
- « Avoir une brioche au four » : être enceinte.
- « Prendre de la brioche » : prendre du ventre.
- Marie-Antoinette, épouse de Louis XVI, aurait déclaré à propos du peuple français : "Ils manquent de pain, qu'ils mangent de la brioche".